# Canal 16

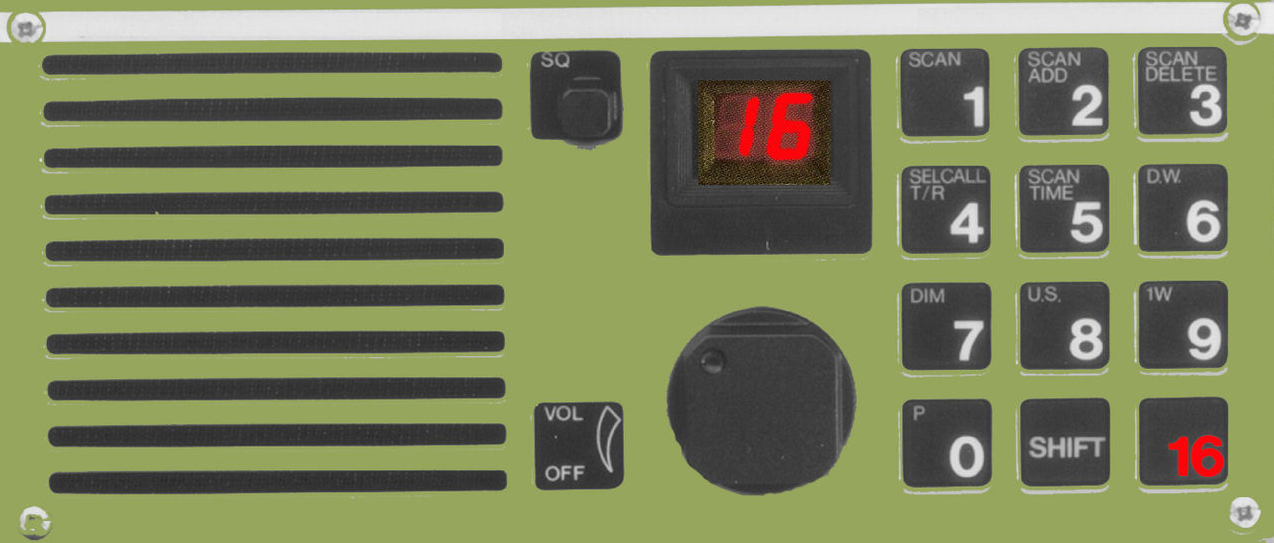
Émetteur récepteur bande VHF marine et fluvial.

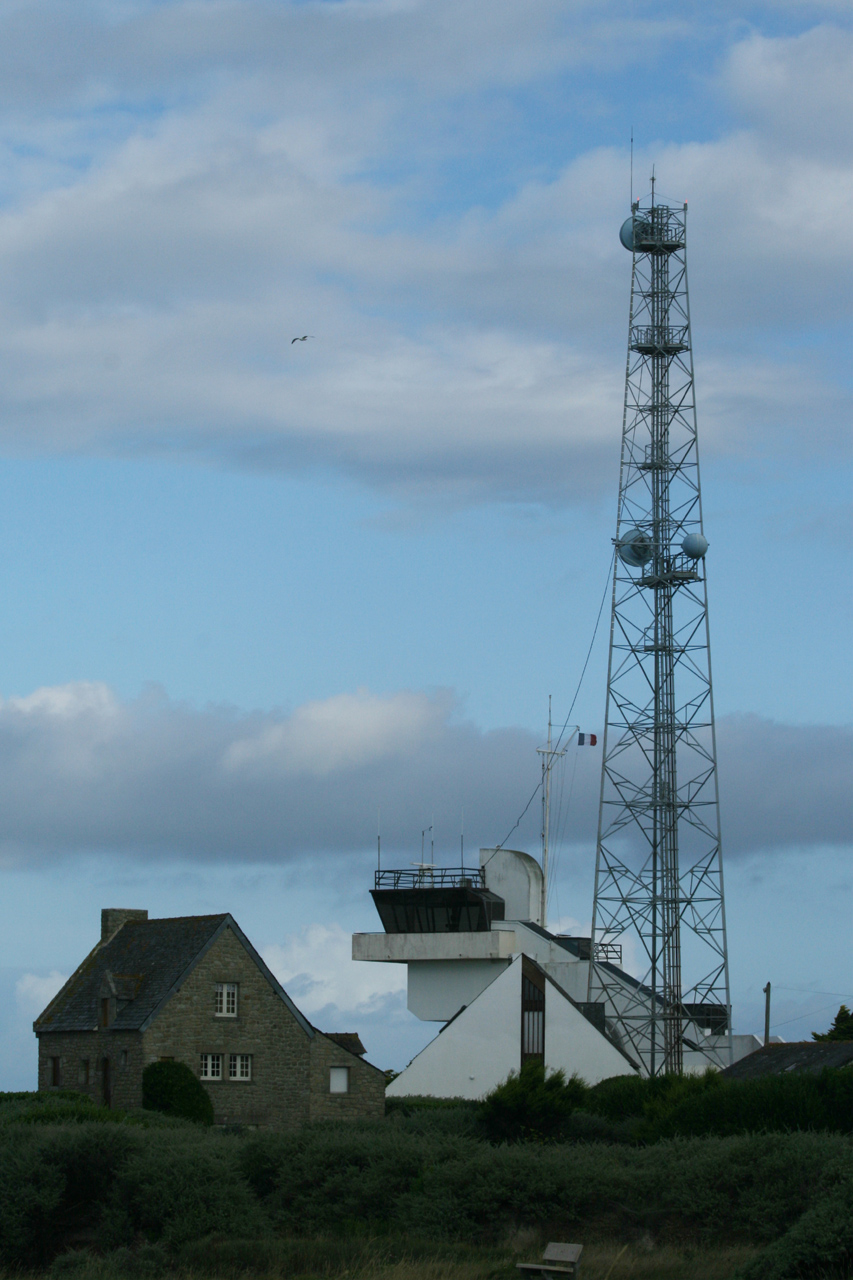
Sémaphore de Piriac.

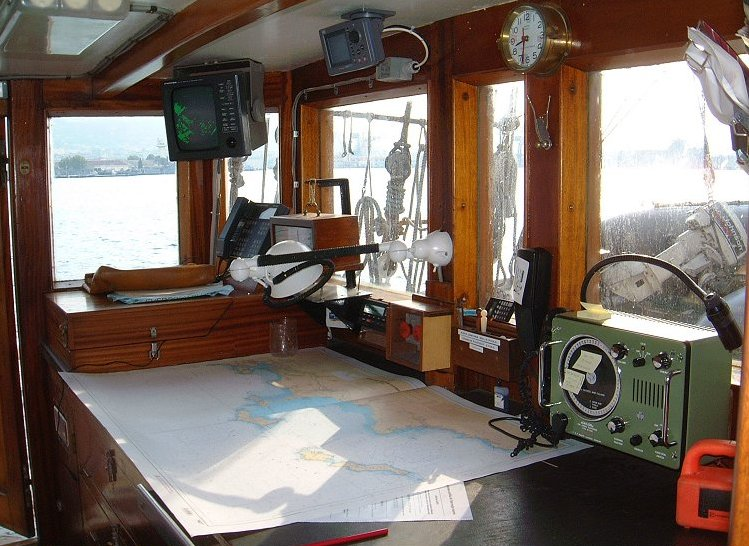
Passerelle de navire avec à droite une VHF.

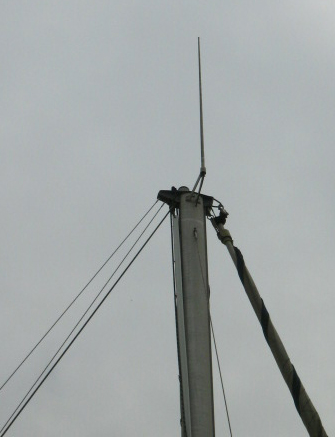
Antenne radio bande VHF marine et fluvial.

Obligation de régler la VHF sur le canal 11.

Le canal 16 ou voie 16 (fréquence 156,8 MHz ou 156,800 MHz) de la bande marine VHF est la fréquence internationale de détresse et d'appel en radiotéléphonie. Le canal 16 doit être veillé en permanence par tous les navires, afin de recevoir les appels de routine, de sécurité ou d'urgence ainsi que les messages de détresse. La portée d'exploitation est inférieure à 60 km.

## Utilisation
La fréquence 156,800 MHz (voie 16) est la fréquence internationale de détresse et d'appel en radiotéléphonie sur ondes métriques pour les stations du service mobile maritime.
De la disponibilité de cette fréquence dépend l'efficacité de la veille effectuée par les CROSS, et par conséquent, du service du sauvetage et de la sécurité en zone côtière.
Elle doit être employée pour les appels et le trafic de détresse.
Les messages de routine, de sécurité, d'urgence doivent être transmis sur une fréquence de travail après annonce préliminaire sur la voie 16.
Une fois la communication terminée, la station revient sur le canal 16.
Afin de faciliter la réception des appels de détresse, toutes les émissions sur la voie 16 doivent être réduites au minimum et ne pas dépasser une minute .
Avant d'émettre sur la voie 16, il est nécessaire d'écouter pendant un laps de temps suffisant afin d'être certain qu'aucun trafic de détresse n'est en cours. Cette disposition ne s'applique pas aux stations en détresse.
Les stations communiquent avec une portée d'exploitation inférieure à 60 km.

### Dispositions relatives au service mobile terrestre
Les stations du service mobile terrestre situées dans des régions inhabitées, peu peuplées ou isolées peuvent, pour les besoins de la détresse et de la sécurité, se servir des fréquences ci-dessous et de recevoir des émissions de la classe G3E lorsqu'elle utilise la fréquence 156,8 MHz et, à titre facultatif, la fréquence 156,3 MHz.
Les procédures de sécurité et vie humaine sont obligatoires pour les stations du service mobile terrestre lorsqu'elles utilisent des fréquences qui, en vertu du présent Règlement, sont prévues pour les communications de détresse et de sécurité.

## Le canal 16
La fréquence 156,8 MHz est la fréquence internationale de détresse, de sécurité et d'appel en radiotéléphonie pour les stations du service mobile maritime lorsqu'elles font usage de fréquences des bandes autorisées comprises entre 156 MHz et 174 MHz. Elle est employée pour le signal, les appels et le trafic de détresse, pour le signal et le trafic d'urgence et pour le signal de sécurité. Les messages de sécurité doivent être transmis, lorsque c'est possible en pratique, sur une fréquence de travail, après annonce préliminaire sur la fréquence 156,8 MHz.
Toutefois, il convient que les stations de navire qui ne peuvent pas émettre sur la fréquence 156,8 MHz utilisent toute autre fréquence disponible sur laquelle elles pourraient attirer l'attention.
La fréquence 156,8 MHz peut être utilisée par les stations d'aéronef mais uniquement aux fins de sécurité.

### Lacs, fleuves et rivières
En Europe, le canal 16 n'est pas utilisé sur les fleuves, rivières, canaux, lacs et étangs.
Le canal 10 (fréquence 156,500 MHz) y est utilisé pour les courtes radiocommunications, sans dégagement (contrairement au canal 16).

### Canaux auxiliaires au canal 16

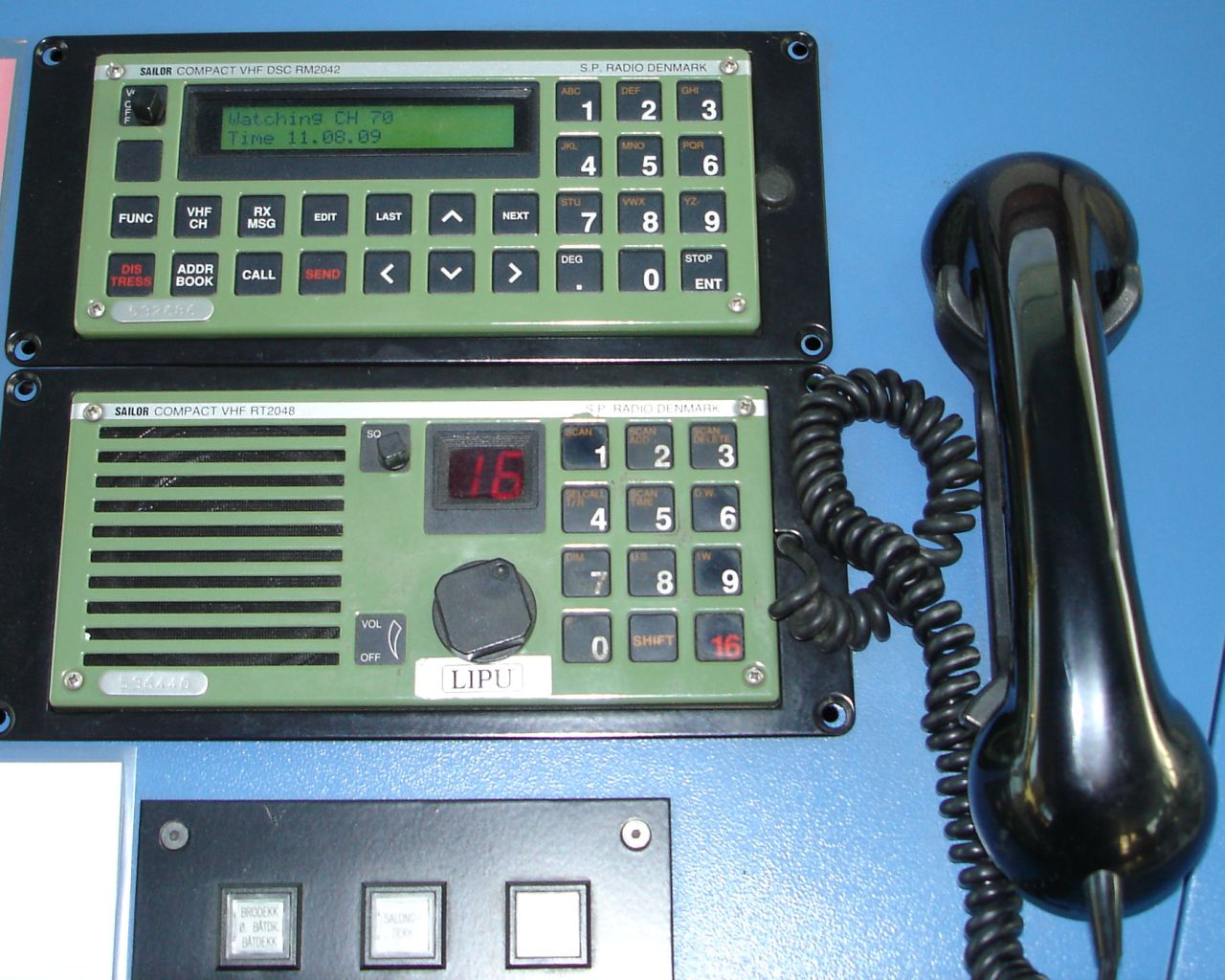
Une VHF « radiotéléphonie » et une VHF « canal 70 d'appel sélectif numérique »

#### Canal 06
Le canal 06 (fréquence 156,300 MHz) peut, d'après les recommandations de l'Union internationale des télécommunications, être utilisé à des fins de communication entre des stations de navire et des stations d'aéronef, au moyen d'émissions de la classe G3E, dans le cadre de la coordination des opérations de recherche et de sauvetage. Il peut également être employé par les stations d'aéronef qui désirent communiquer avec des stations de navire pour d'autres raisons liées à la sécurité.
Ce canal est, avec le 16, l'un des deux canaux VHF utilisables par les portatifs VHF SMDSM.

#### Canal 70

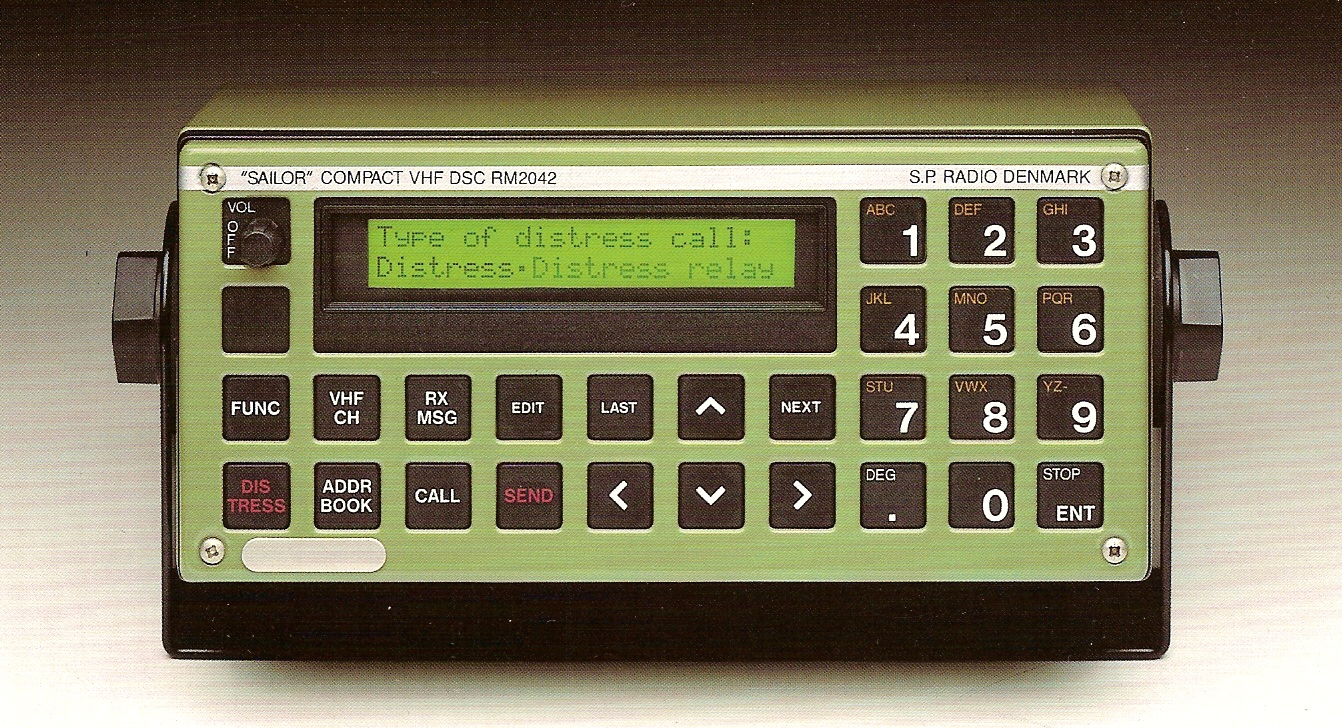
Émetteur récepteur d'appel sélectif numérique bande VHF marine

Le canal 70 (fréquence 156,525 MHz), est utilisé pour la veille automatique en appel sélectif numérique en Zone A1 du SMDSM et peut être utilisé dans d’autres zones pour solliciter des radios de navires. Le canal 70 est employé pour actionner l'alarme d'une autre station de bord ou d'un groupe de stations par le numéro MMSI puis les stations passant ensuite sur le canal 16.
La nature des détresses spécifiées dans le service d’appel sélectif numérique ASN comprend :

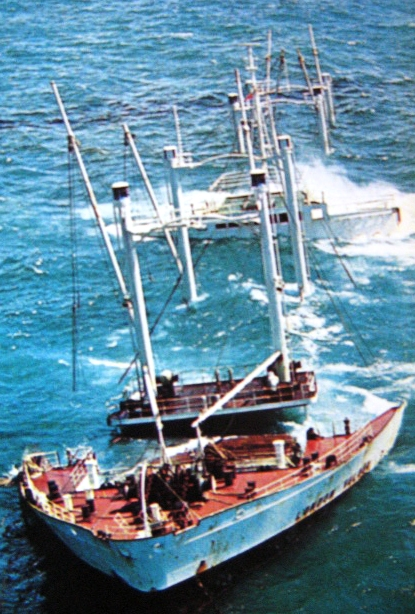
le navire coule ;
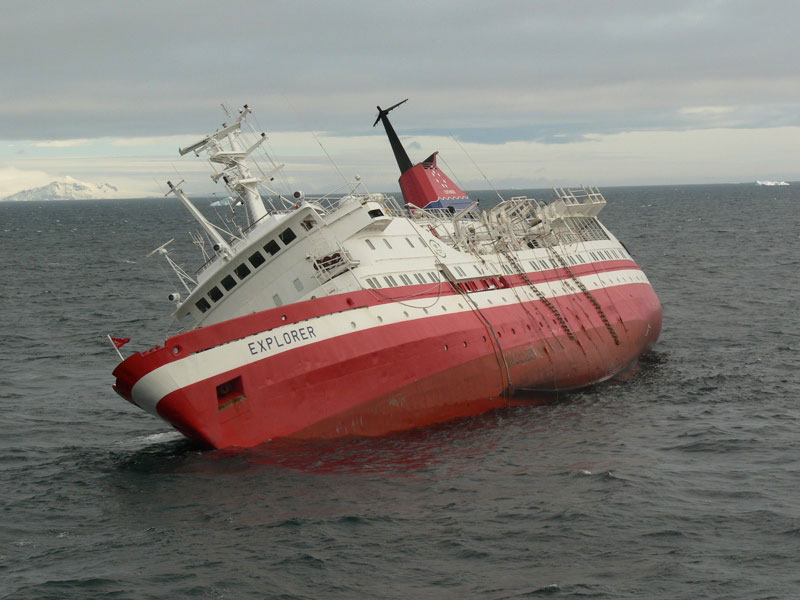
danger de chavirement, forte gîte ;
voie d'eau ;
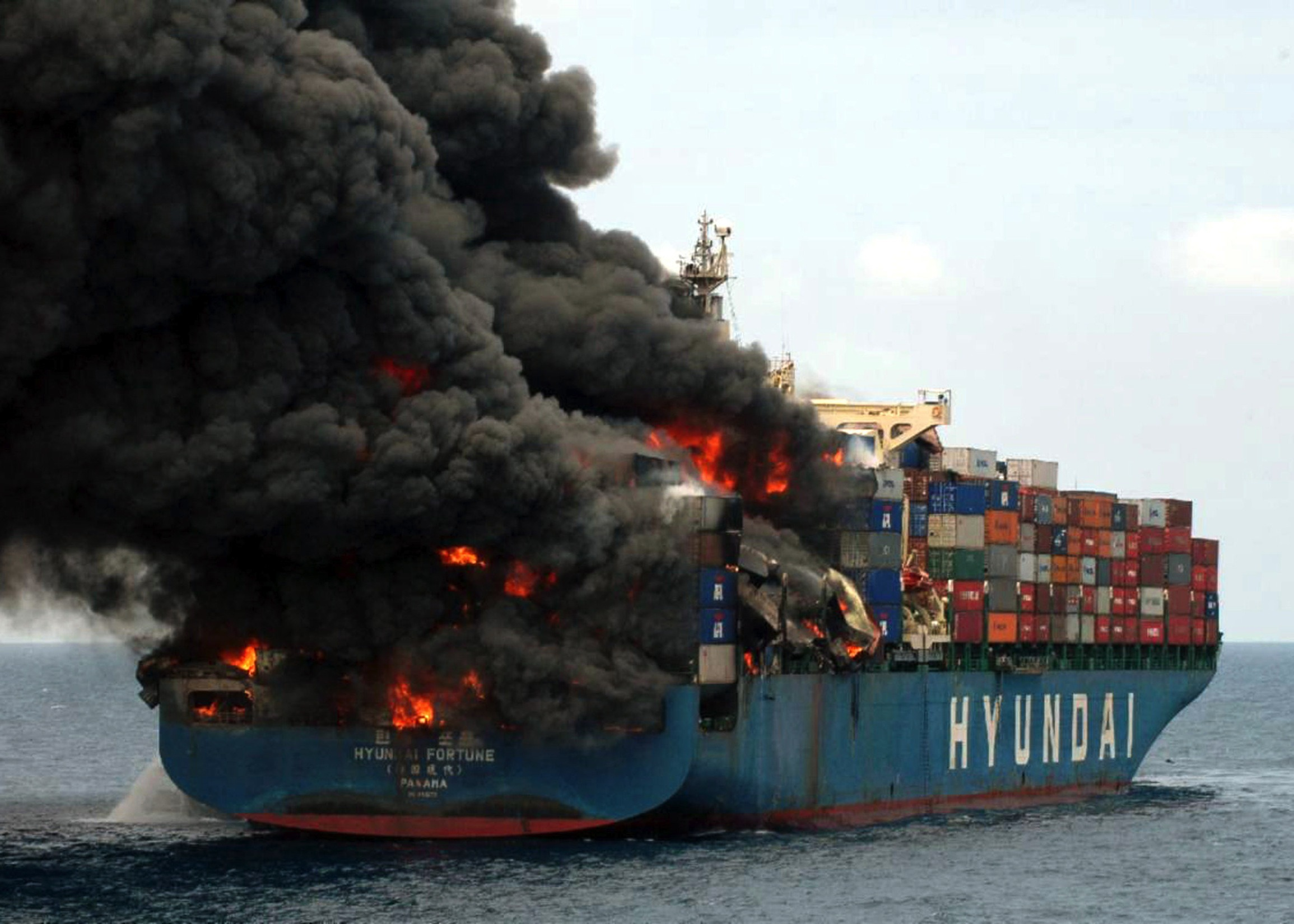
incendie, explosion ;
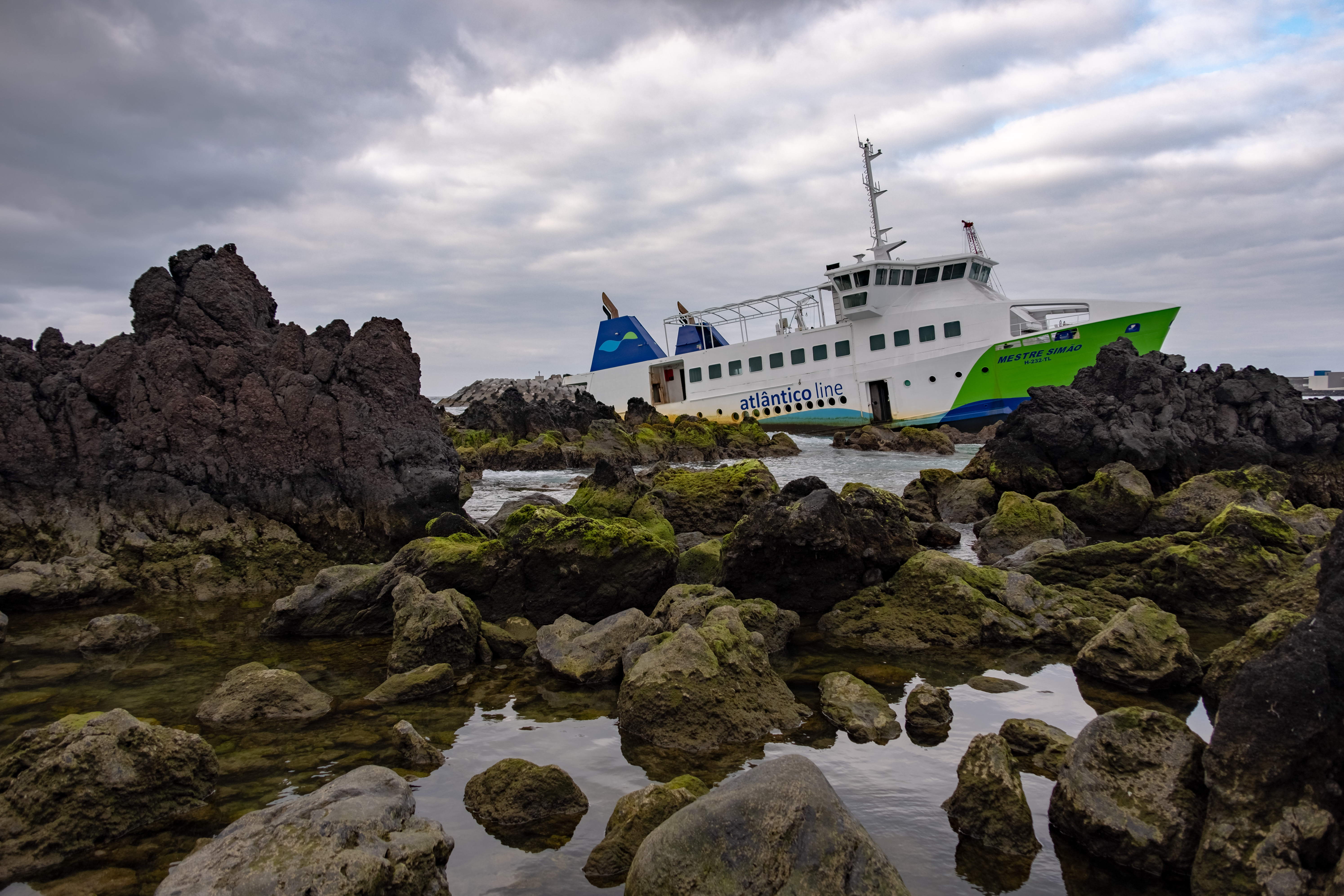
échouement ;
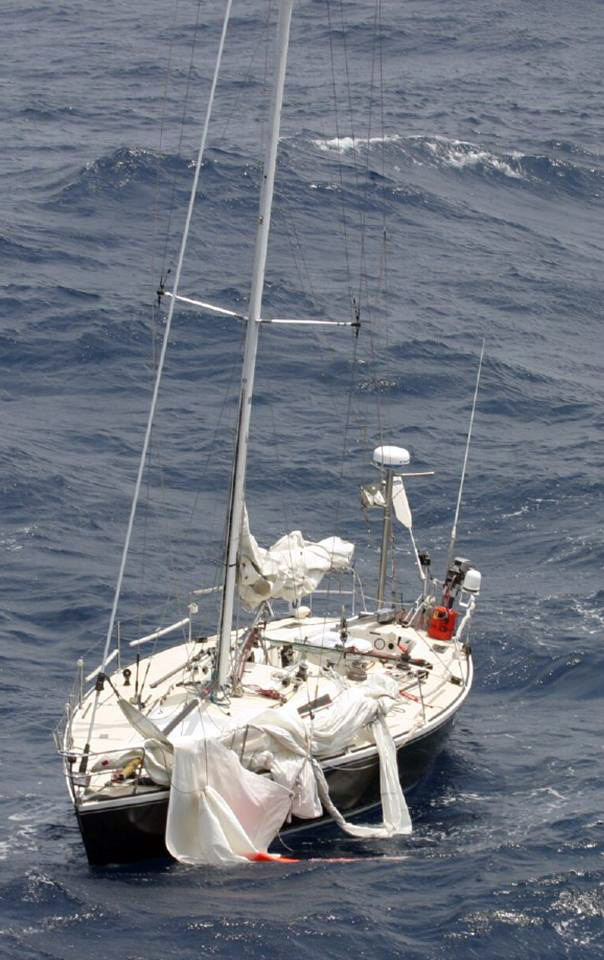
navire désemparé à la dérive, non maître de sa manœuvre ;
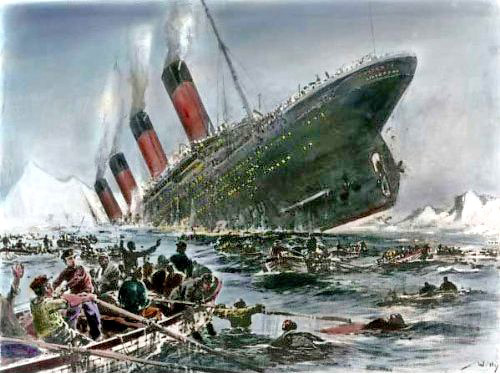
abandon du navire ;
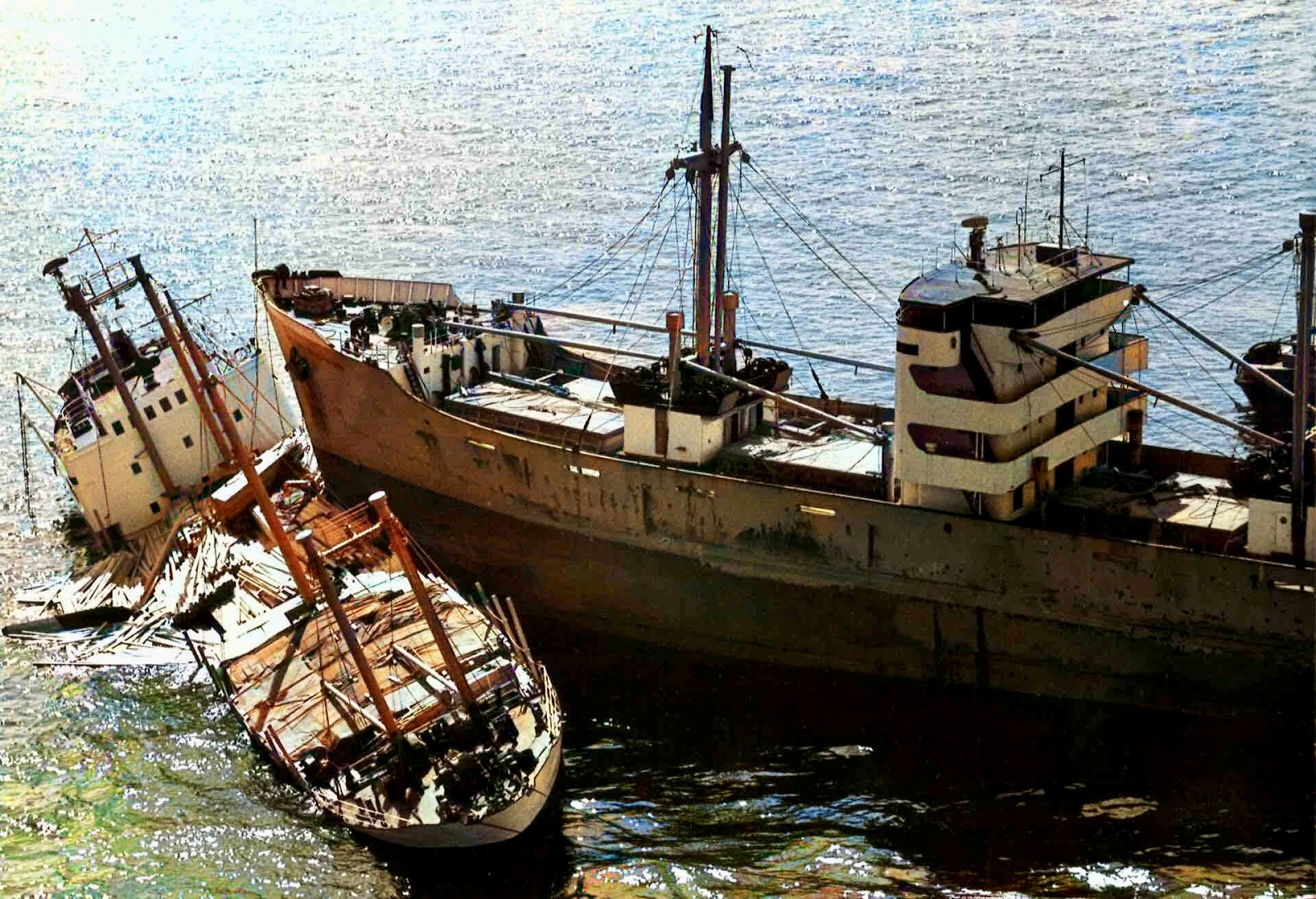
abordage, collision
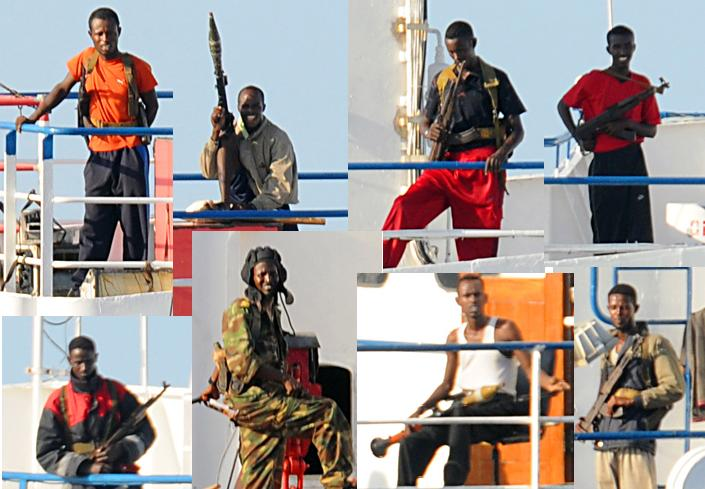
acte de piraterie (depuis le 1er février 1999) ;
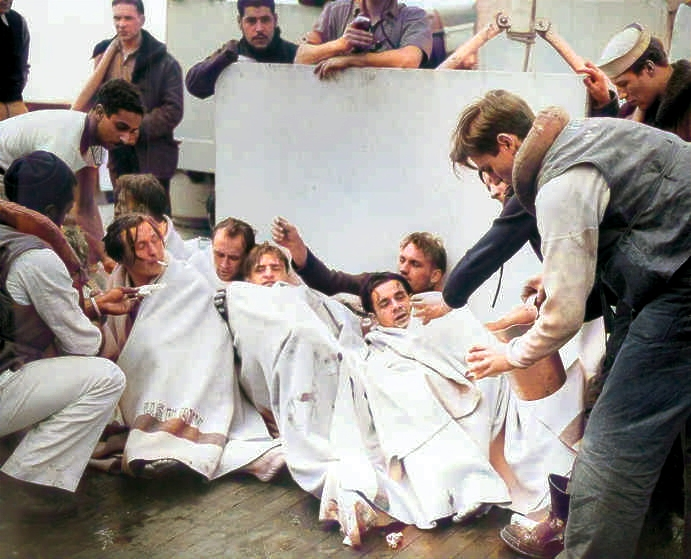
homme à la mer (depuis le 1er février 1999) ;
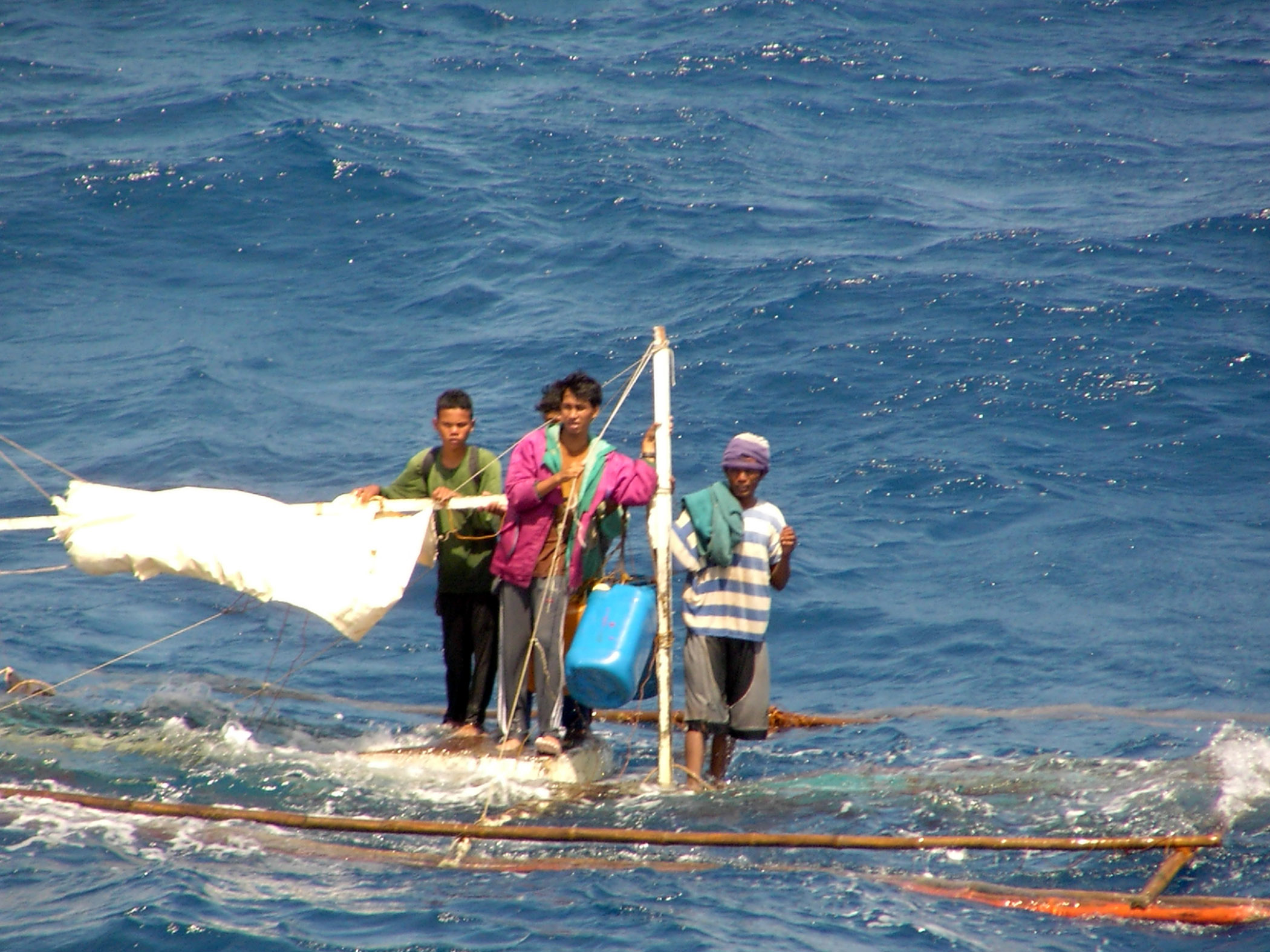
naufragés abandonnés à leur sort ;
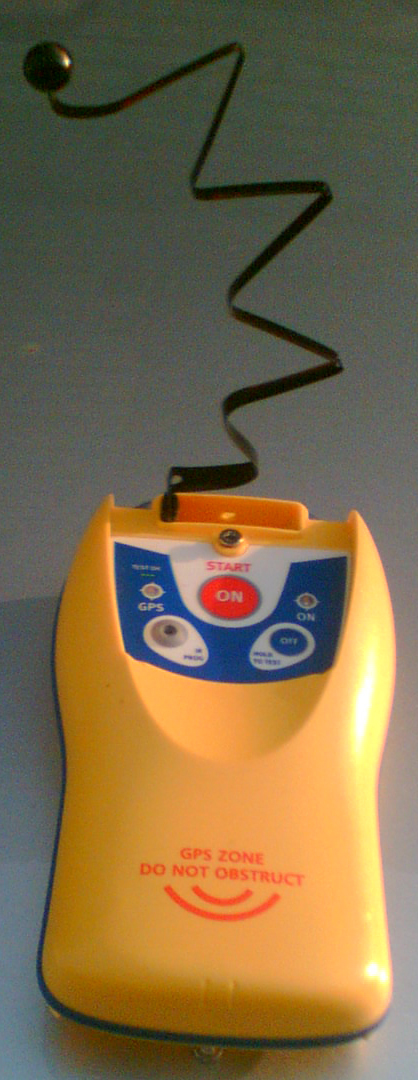
émission d'une radiobalise de localisation des sinistres.

- une détresse non spécifiée ci dessus (exemples: dangereuse retombée volcanique sur le navire, radioactivité dangereuse, vague scélérate, etc.).

## Historique
- En 1947 : Se déroule la conférence mondiale d'Atlantic City pour répartir les fréquences hertziennes entre les différents utilisateurs[13] ;
- En 1949 : Application de la conférence mondiale d'Atlantic City donc la fréquence mondiale de 156,8 MHz en modulation d'amplitude (AM) pour la radiotéléphonie pour l'appel, la sécurité, les radiocommunications entre les navires et entre les navires et les services des ports sauf pour la côte des États-Unis où les navires sont obligés d’utiliser la modulation de fréquence bande étroite - NFM[14]. (Les navires transocéaniques avaient deux modes: AM et FM sur l'unique fréquence VHF de 156,8 MHz). Puis la modulation de fréquence en bande étroite - NFM se généralise;
- En 1971 : En France, ouverture de la première station côtière qui permettait les liaisons radios/téléphones avec les navires en mer, exploité par les PTT puis par France Télécom.
- En 1974 : L'obligation d'une station radiotéléphonique en veille sur le canal 16 présente dans tous les navires à passagers et dans les navires de charge de 300 Tx et plus[15].
- En 1976 : En France, la première opératrice radiotéléphoniste prend sa fonction dans la station Le Conquet radio.
- Le 1er février 1992 : Création du canal 70 pour effectuer la veille automatique en appel sélectif numérique pour le SMDSM 1999.
- En 1995 : Dans les navires équipés du SMDSM 1999, l’officier de quart à la passerelle effectue la veille automatique en appel sélectif numérique sur le canal 70 et sur le canal 16.
- En 1996 : Par le téléphone portable; baisse du trafic radiotéléphonique en VHF.
- Le 1er février 1997 : le métier d'opérateur radiotéléphoniste de la marine marchande disparaît.
- Le 1er février 1999 : Mise en place dans le monde du SMDSM 1999 en appel sélectif numérique sur le canal 70.
- Le 28 février 2000 France Télécom ferme les émissions en radiotéléphonie[16];
- En 2011 : Dans les eaux territoriales françaises, l'utilisation des VHF portables de moins de 6 W et sans ASN est autorisée sans certificat de radiotéléphoniste.

## Sécurité et vie humaine
Dans l’ordre de priorité :
- Détresse en radiotéléphonie Mayday (sauf sur un message de détresse déjà en cours)
- Urgence en radiotéléphonie PAN PAN (sauf sur un message de détresse et sauf sur un message d’urgence déjà en cours)
- Sécurité en radiotéléphonie Sécurité (sauf sur un message de détresse ou d’urgence et sauf sur un message de sécurité déjà en cours)
- Routine (sauf sur un message en cours)

### Appel et trafic de détresse

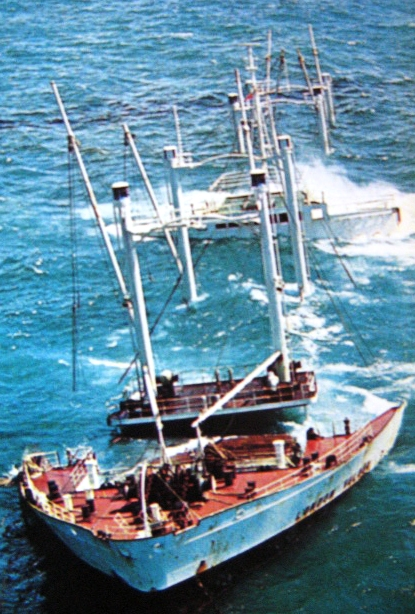
Navire et équipage en détresse.

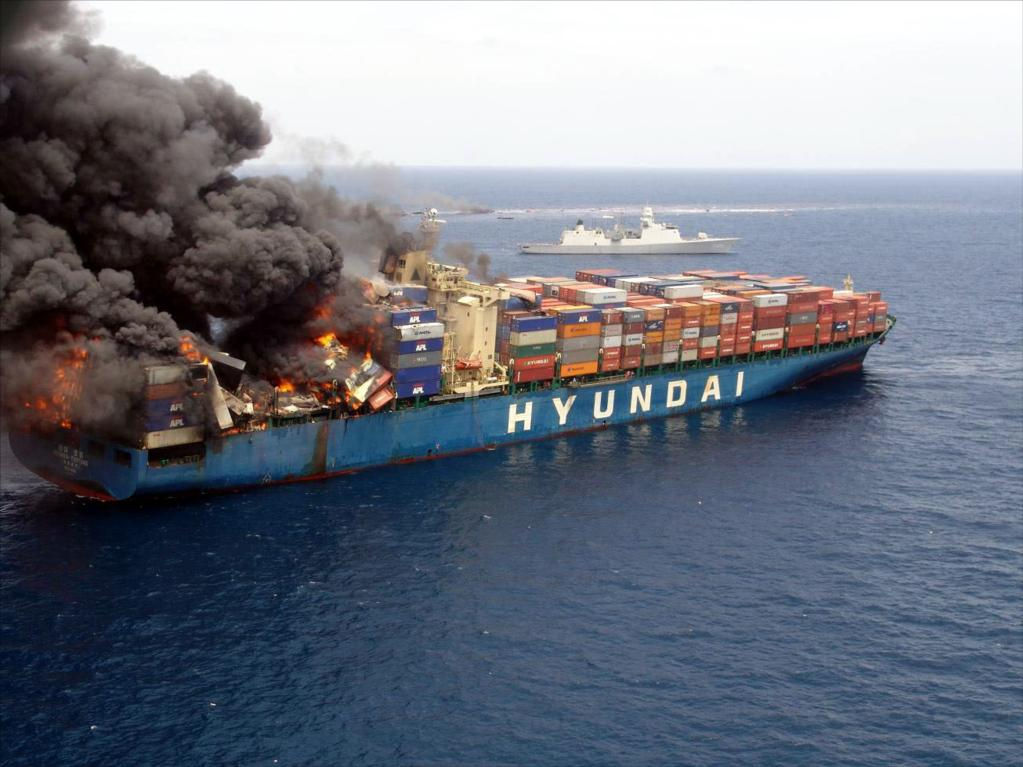
Navire et équipage en détresse.

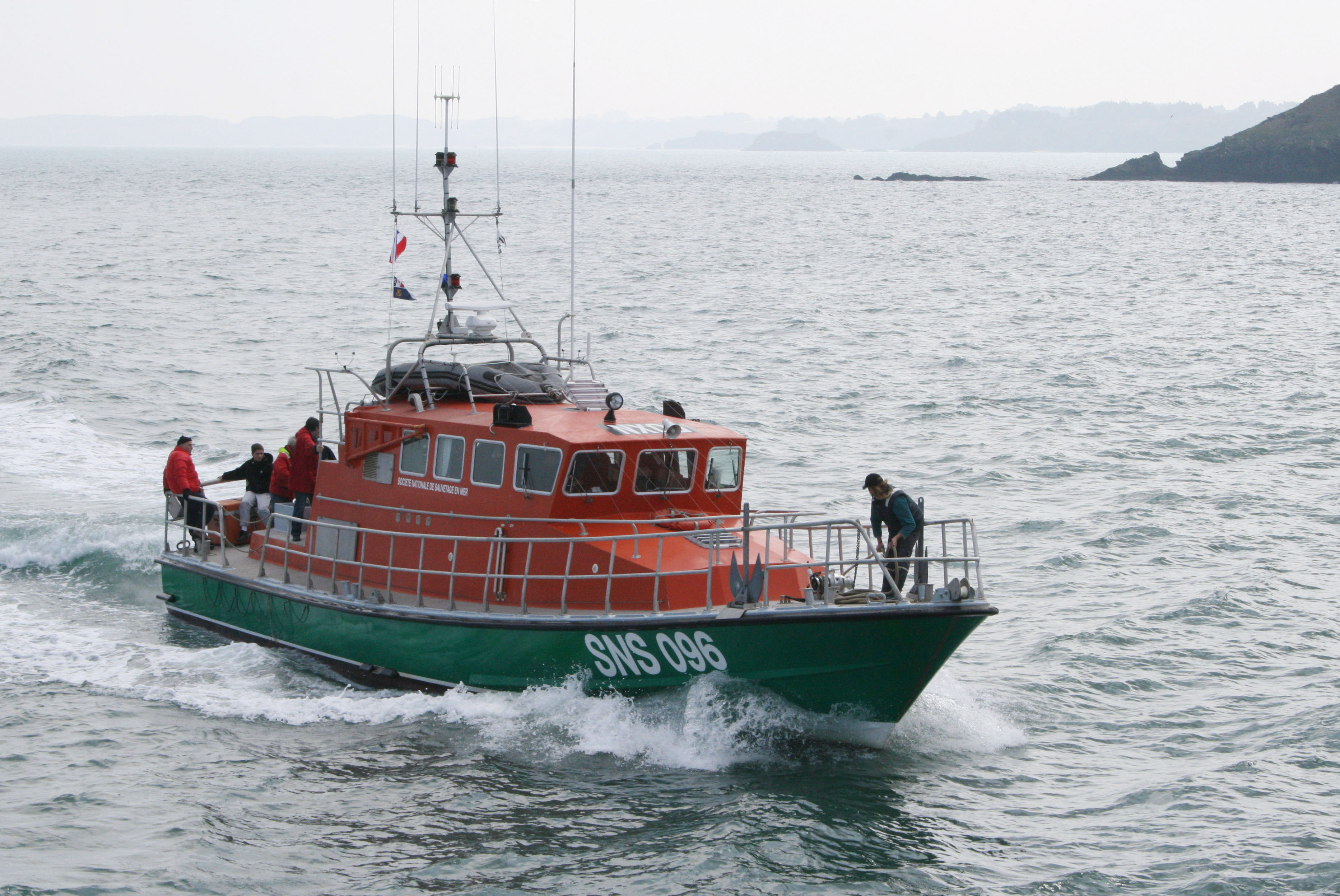
Canot de sauvetage tous temps.

#### Le navire est en détresse
Le capitaine d'un navire peut faire usage des signaux d'alarme ou de détresse (trois répétitions du mot MAYDAY en radiotéléphonie) seulement dans le cas suivant : pour signaler que le navire et le personnel sont sous la menace d'un danger grave et imminent.
Il est composé du mot de code « MAY DAY » émis trois fois suivi du mot « ICI » ou « DE » puis du nom du bateau ou le MMSI ou l'indicatif (trois fois). Le message de détresse doit comporter :
- l’endroit précis où se trouve le bateau ;
- la nature de la détresse ;
- les secours attendus ;
- le maximum de renseignements pouvant être utiles aux services de secours ;
- le trafic de détresse ne doit jamais être gêné par un autre bateau.

Exemple :
(Sur le canal 16)

MAYDAY, MAYDAY, MAYDAY ici Bélougas, Bélougas, Bélougas.

MAYDAY de Bélougas.

Longitude 3° Ouest Latitude 46° Nord.

Le navire coule.

Abandon du navire. 9 personnes à bord.

Bélougas coque de couleur bleue. Demande assistance.

#### Un autre navire est en détresse
Le capitaine d'un navire peut faire usage des trois répétitions du mot MAYDAY RELAIS en radiotéléphonie seulement dans l'un des trois cas suivants : 
- pour signaler qu'un autre navire ou un aéronef est en détresse si celui-ci n'est pas en mesure de le signaler lui-même ;
- pour demander des secours supplémentaires lorsque, s'étant porté à l'aide d'un navire ou d'un aéronef en détresse, il juge ces secours nécessaires ;
- pour répéter un appel de détresse dont aucun autre navire ou station côtière n'a accusé réception immédiatement, lorsqu'il est dans l'impossibilité de se porter lui-même au secours du navire ou de l'aéronef en détresse.

Le message prend alors cette forme :
MAYDAY RELAIS MAYDAY RELAIS MAYDAY RELAIS de (navire relais), (navire relais), (navire relais)

MAY DAY de (navire en détresse)

Renseignements contenus dans le message de détresse.
Ce qui donne par exemple :
(Sur le canal 16)

MAYDAY RELAIS, MAYDAY RELAIS, MAYDAY RELAIS ici Carpathia, Carpathia, Carpathia

MAYDAY de Bélougas.

Longitude 3° Ouest Latitude 46° Nord.

Le navire coule.

Abandon du navire. 9 personnes à bord.

Bélougas coque de couleur bleue. Demande assistance.

#### Annulation
Quand le capitaine d'un navire qui a émis un signal de détresse estime ultérieurement que l'assistance n'est plus nécessaire, ou qu'il n'y a plus lieu de donner suite au message, il doit immédiatement le faire savoir à toutes les stations intéressées sur le canal 16.
Exemple :
MAYDAY

appel à tous

de

Bélougas, Bélougas, Bélougas.

MAYDAY fini, silence fini.

Nous n'avons plus besoin d'assistance.

#### Fin de détresse
Exemple :
(Sur le canal 16)

MAYDAY A TOUS.

ICI CROSS CORSEN.

MAY DAY de Bélougas SILENCE FINI.

CROSS CORSEN LE 5 mars A 22H local.

### Urgence

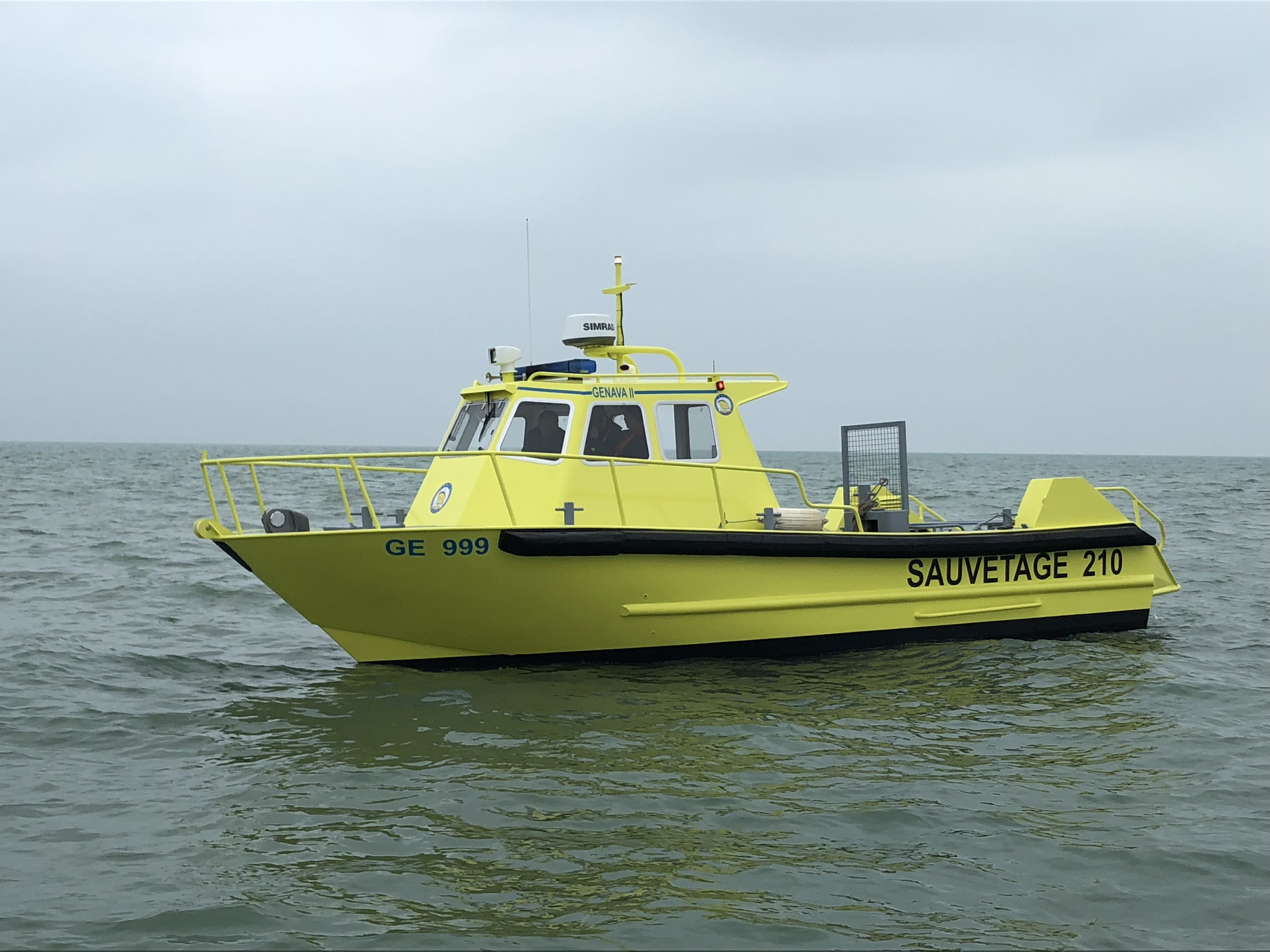
Vedette du Sauvetage de Genève, en Suisse sur le lac léman (ici lors des essais dans la Manche)

#### Message urgent
Appel et message d'urgence
Dans tous les autres cas où le capitaine d'un navire doit faire transmettre un message urgent concernant la sécurité d'un navire, d'un aéronef ou d'une personne quelconque se trouvant à bord ou en vue du bord, il doit faire usage du signal d'urgence: trois répétitions du groupe PAN PAN en radiotéléphonie; (étant prononcé comme en français « panne panne »).
Exemple :
(Sur le canal 16)

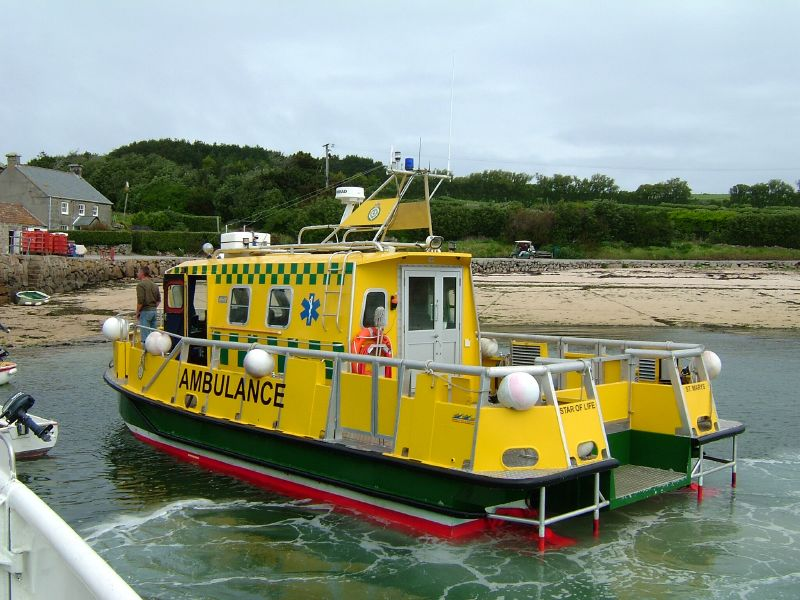
Ambulance de sauvetage.

PAN PAN, PAN PAN, PAN PAN ici Bélougas, Bélougas, Bélougas

Demande assistance médicale

Bélougas passe sur le canal 6

(Sur le canal 6)

PAN PAN, PAN PAN, PAN PAN ici Bélougas, Bélougas, Bélougas

Longitude 3° Ouest Latitude 46° Nord.

Fracture ouverte au bras d'un passager. Demande assistance médicale.

5 personnes à bord. Bélougas coque de couleur

A vous..................

#### Annulation
Quand le capitaine d'un navire qui a émis un signal d'urgence estime ultérieurement que l'assistance n'est plus nécessaire, ou qu'il n'y a plus lieu de donner suite au message, il doit immédiatement le faire savoir à toutes les stations intéressées sur le canal de trafic.
Exemple :
PAN PAN

de

Bélougas, Bélougas, Bélougas.

PAN PAN fini

Nous n'avons plus besoin d'assistance.

À vous...

#### Transports sanitaires

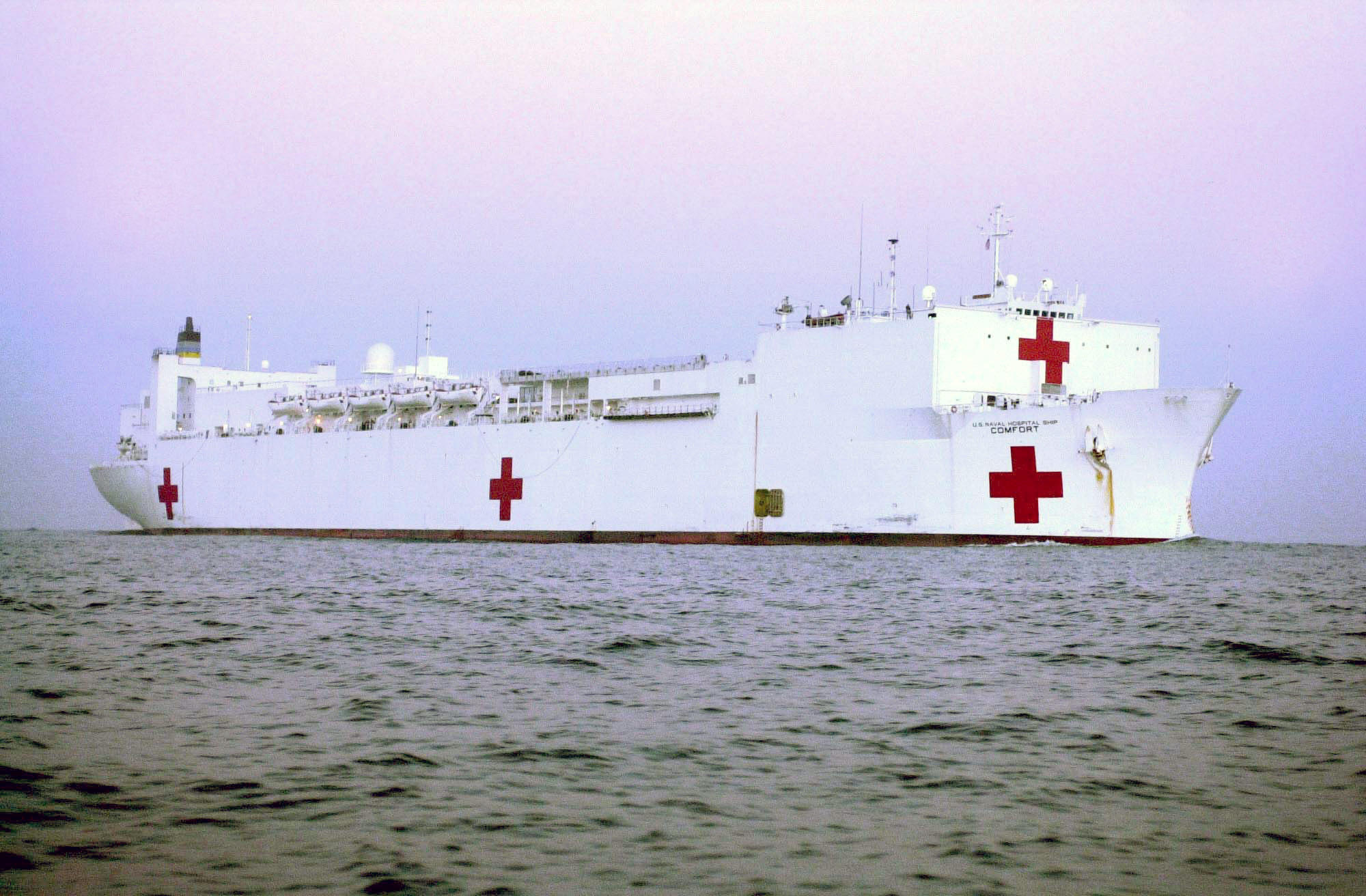
Navire-hôpital.

Dans une zone de combats, aux fins d'annonce et d'identification de transports sanitaires placés sous la direction d'une partie à un conflit ou d'États neutres, ou d’un navire portant secours aux blessés, aux malades et aux naufragés. Le capitaine du navire doit faire transmettre les signaux d'urgence : de trois groupes PAN PAN suivis par l'adjonction du seul groupe MEDICAL en radiotéléphonie.

#### Navire neutre
Dans une zone de combats, aux fins d'annonce et d'identification, le navire placé sous la direction d'un État neutre à un conflit. Le capitaine du navire doit faire transmettre les signaux d'urgence : d'un seul groupe PAN PAN suivie par l'adjonction du seul groupe NEUTRAL en radiotéléphonie.

### Sécurité

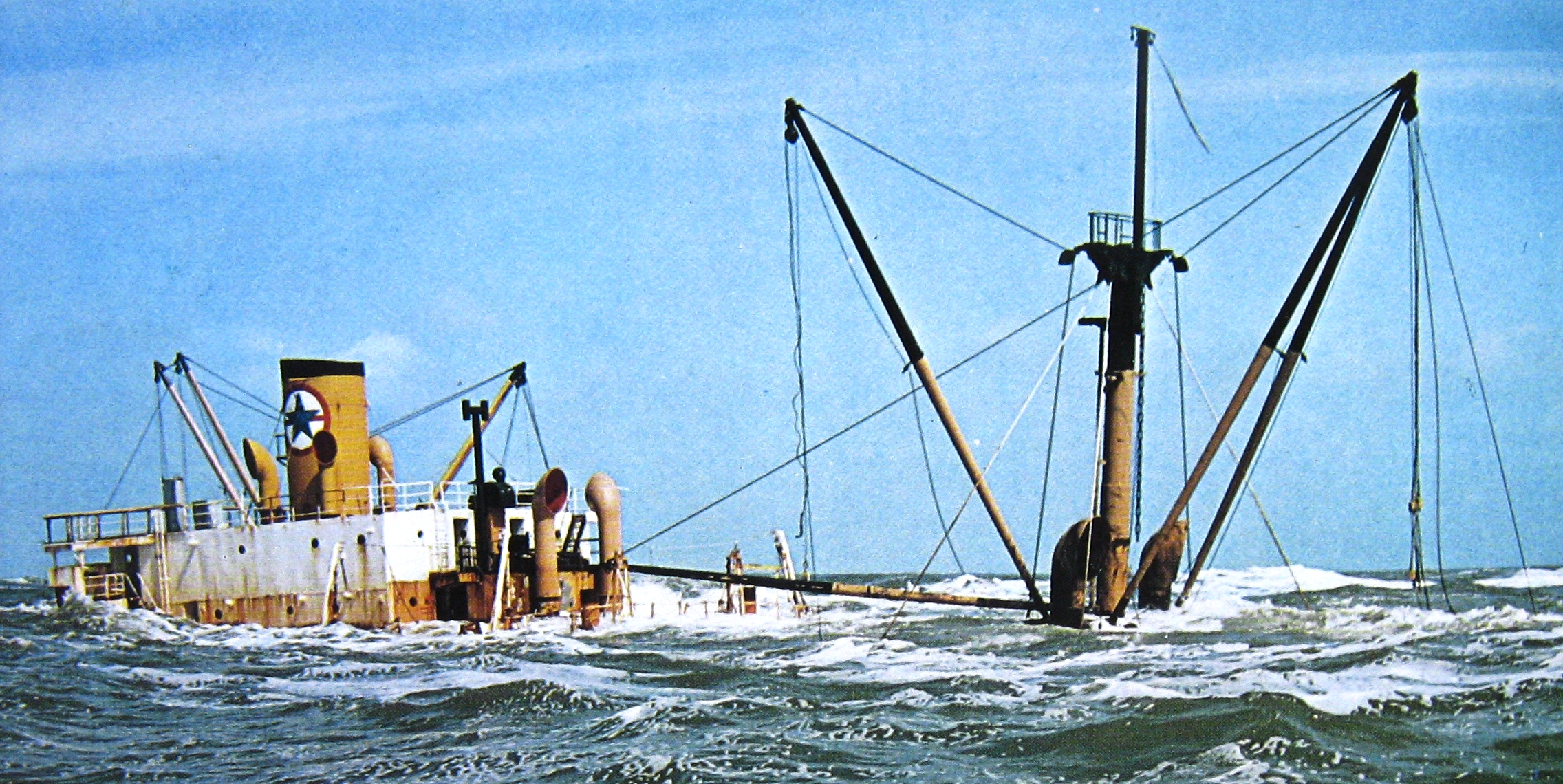
Épave dangereuse pour la navigation.

Dans tous les cas où le capitaine d'un navire doit faire transmettre un message concernant la sécurité de la navigation ou donnant des avertissements météorologiques importants, il doit faire usage du signal de sécurité: trois répétitions du groupe SECURITE en radiotéléphonie.
Appel et message de sécurité
Le message de sécurité est émis pour transmettre un message relatif à la sécurité de la navigation ou un renseignement météo.
Exemple :
(Sur le canal 16)

SECURITE, SECURITE, SECURITE ici Bélougas, Bélougas, Bélougas

Nouvelle épave, Bélougas passe sur le canal 6

(Sur le canal 6)

SECURITE, SECURITE, SECURITE ici Bélougas, Bélougas, Bélougas

Longitude 3° Ouest Latitude 46° Nord, signalons une nouvelle épave dangereuse pour la navigation.

## Antennes

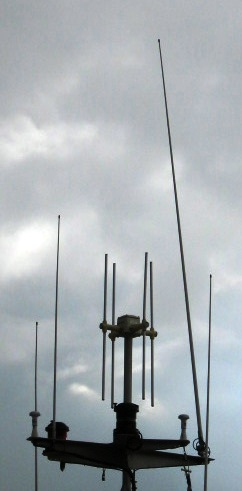
Antennes VHF.

### Antennes de radiocommunication
L'antenne est en polarisation verticale sur la bande VHF. Le navire a une antenne de veille canal 16 et une antenne de veille pour le canal 70 ASN.

### Antennes de repérage d'urgence
Le radiophare de repérage d'urgence est constitué d'un groupe de 4 antennes (alimentées électroniquement les unes après les autres pour l'Effet Doppler-Fizeau pour déterminer la direction de la station en difficulté) sur les fréquences 156,8 MHz « canal 16 », 156,65 MHz « canal 13 », 156,3 MHz « canal 6 », 121,500 MHz « fréquence aéronautique d’urgence »
Image de droite : l'antenne de radiocommunication, l'antenne de veille canal 16, l'antenne canal 70 ASN et le groupe des 4 antennes du radiophare de repérage d'urgence 121,500 MHz et du canal 16 pour la recherche.

## La propagation

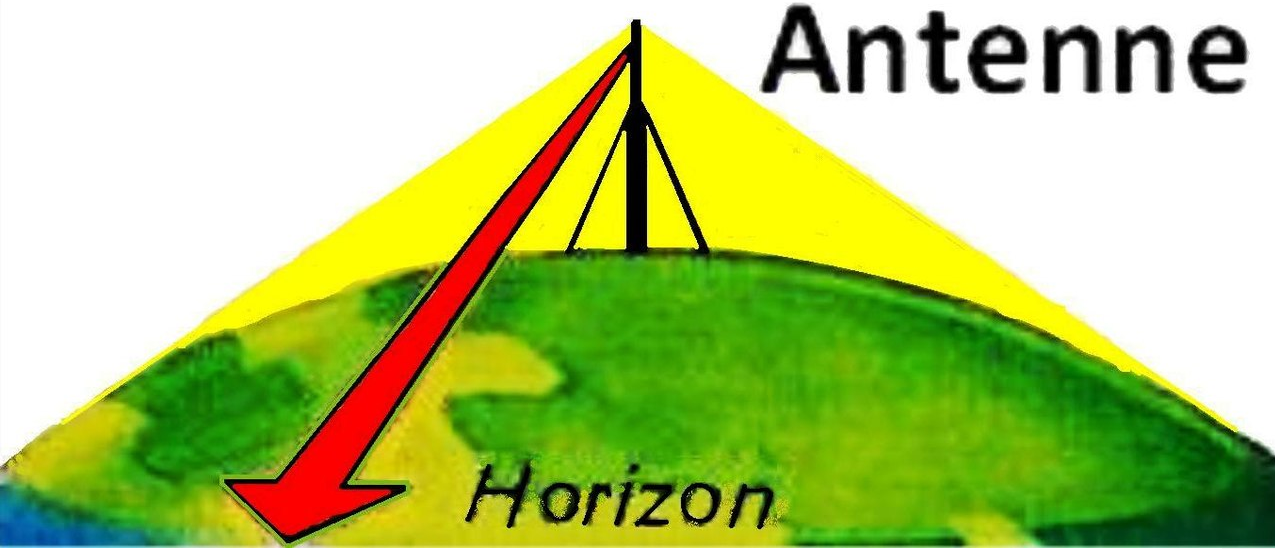
Propagation sur la bande VHF avec portée d'exploitation inférieure à 60 km.

La propagation est dans une zone de réception directe (inférieure à 60 km) en partant de l’émetteur.
Cependant on observe des réceptions sporadiques très ponctuelles à grande distance en VHF grâce à des phénomènes de réflexion ou de réfraction. Ces communications à grande distance ne sont pas exploitable par les stations marines (et ces réceptions sporadiques très ponctuelles à grande distance font la joie des radioécouteurs).
Avec la puissance de 25 watts maximum autorisée pour les stations de navires.
- La propagation des ondes VHF étant quasi-optique est comparable à celle d’un rayon lumineux.
- Les obstacles sur le sol prennent de l’importance.
- En absence d'obstacles, la portée radio est fonction de la courbure de la terre et de la hauteur des antennes d’émission et de réception en VHF selon la formule :

- {\displaystyle d=4,188\times \ ({\sqrt {h1}}\ +{\sqrt {h2}})}
- d est la portée radio en km (sans obstacles intermédiaires).
- h1 est la hauteur de l’antenne d’émission en mètres au-dessus de la mer.
- h2 est la hauteur de l’antenne de réception en mètres au-dessus de la mer.

On peut aussi utiliser la formule :
- {\displaystyle D=2,5({\sqrt {H}}+{\sqrt {h}})}
- D est la distance en milles nautiques (1,852 mètres),
- H est la hauteur de l'antenne émettrice,
- h la hauteur de l'antenne réceptrice.

Les portées pratiques en onde directe, au-dessus du sol obtenues par le tableau ci-dessous, sont indiquées en kilomètres suivant les hauteurs des antennes d'émission et de réception, la portée correspond à une puissance d'émission de 25 watts sur 156 MHz et pour une réception radioélectrique d'un champ de 4 microvolts par mètre.
| Hauteurs des antennes au-dessus de la hauteur moyenne de l'eau                          | Distance en km |
| --------------------------------------------------------------------------------------- | -------------- |
| Les deux antennes à une hauteur de 1,80 m.                                              | 13 km en mer   |
| Antenne d'émission à une hauteur de 9 m Antenne de réception à une hauteur de 1,80 m.   | 24 km en mer   |
| Les deux antennes à une hauteur de 9 m.                                                 | 45 km en mer   |
| Antenne d'émission à une hauteur de 180 m Antenne de réception à une hauteur de 1,80 m. | 67 km en mer   |

## La manœuvre d’une station radiotéléphonique

Certificat restreint de radiotéléphoniste maritime.

Dans les eaux territoriales françaises, l'utilisation des VHF portables de moins de 6 W et sans ASN est autorisée sans certificat de radiotéléphoniste.
Depuis le 31 janvier 1997 pour manœuvrer une station de bord radiotéléphonique de navire fonctionnant dans la gamme des ondes métriques 156 MHz à 162 MHz, avec une puissance de 25 W, il est nécessaire de posséder un des certificats suivants:
- Permis plaisance et en navigation dans les eaux territoriales françaises[26]
- Certificat restreint de radiotéléphoniste maritime[25]
- Certificat restreint d'opérateur (SRC) Short Range Certificate: pour tous les navires en Zone A1 ;
- Certificat spécial d'opérateur : dans toutes les zones pour les navires français de commerce inférieur à 500 UMS et les navires de pêche français de longueur inférieure à 45 mètres ;
- Certificat général d'opérateur (LRC) Long Range Certificate : tous les navires et toutes zones.

Depuis le 31 janvier 1997, pour configurer, programmer, modifier, réparer une station de bord de navire, il est nécessaire de posséder un des certificats suivants:
- CR1 : certificat de radioélectronicien de première classe
- CR2 : certificat de radioélectronicien de deuxième classe

## Le journal du service radioélectrique
Le journal du service radioélectrique doit être tenu à bord des navires pour lesquels l’installation radioélectrique est obligatoire, c'est-à-dire à partir de la 4e catégorie, soit pour toute navigation supérieure à six milles d’un abri. Il est conseillé d’en ouvrir un à bord des autres navires.
Ce journal contient :
- le nom de la personne assurant la veille ;
- les heures de début et de fin de cette veille ;
- les interruptions de cette veille ;
- les communications de détresse, urgence et sécurité ;
- les communications avec les stations côtières ;
- les opérations d’entretien des batteries ;
- les essais de matériel.

## Indicatif radio

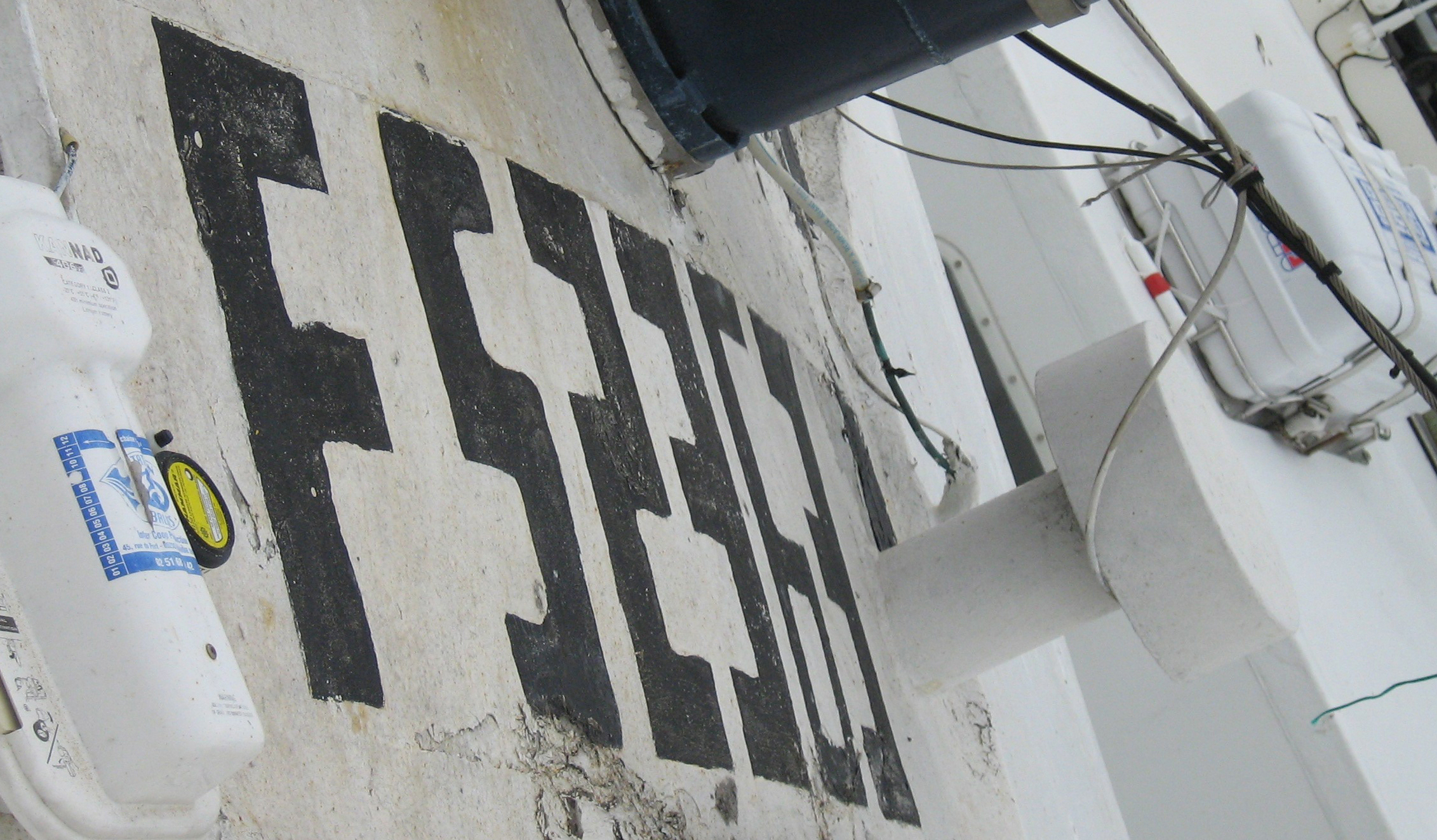
F52363 : indicatif radio d'un navire équipé en bande VHF.

- L'indicatif est attribué à la coque du navire.
- Formes des indicatifs :
- Pays + types (navire ou aéronef en fonction du nombre de caractères)

MARQUAGE DE l'INDICATIF RADIO
L'indicatif radio des navires à passagers et des navires de charge ont les lettres et les chiffres, de couleur rouge sur fond blanc, doit être peint sur le dessus d'une superstructure, de telle manière qu'il puisse être visible par un avion suivant une route parallèle à celle du navire et de même sens.
L'indicatif radio des navires de pêche doit être peint sur le toit de la timonerie, quand elle existe, de telle manière qu'il puisse être visible par un avion suivant une route parallèle à celle du navire et de même sens. La couleur des lettres et des chiffres doit être noire sur fond blanc, ou blanche sur fond noir.

## Canaux utilisés par les navires

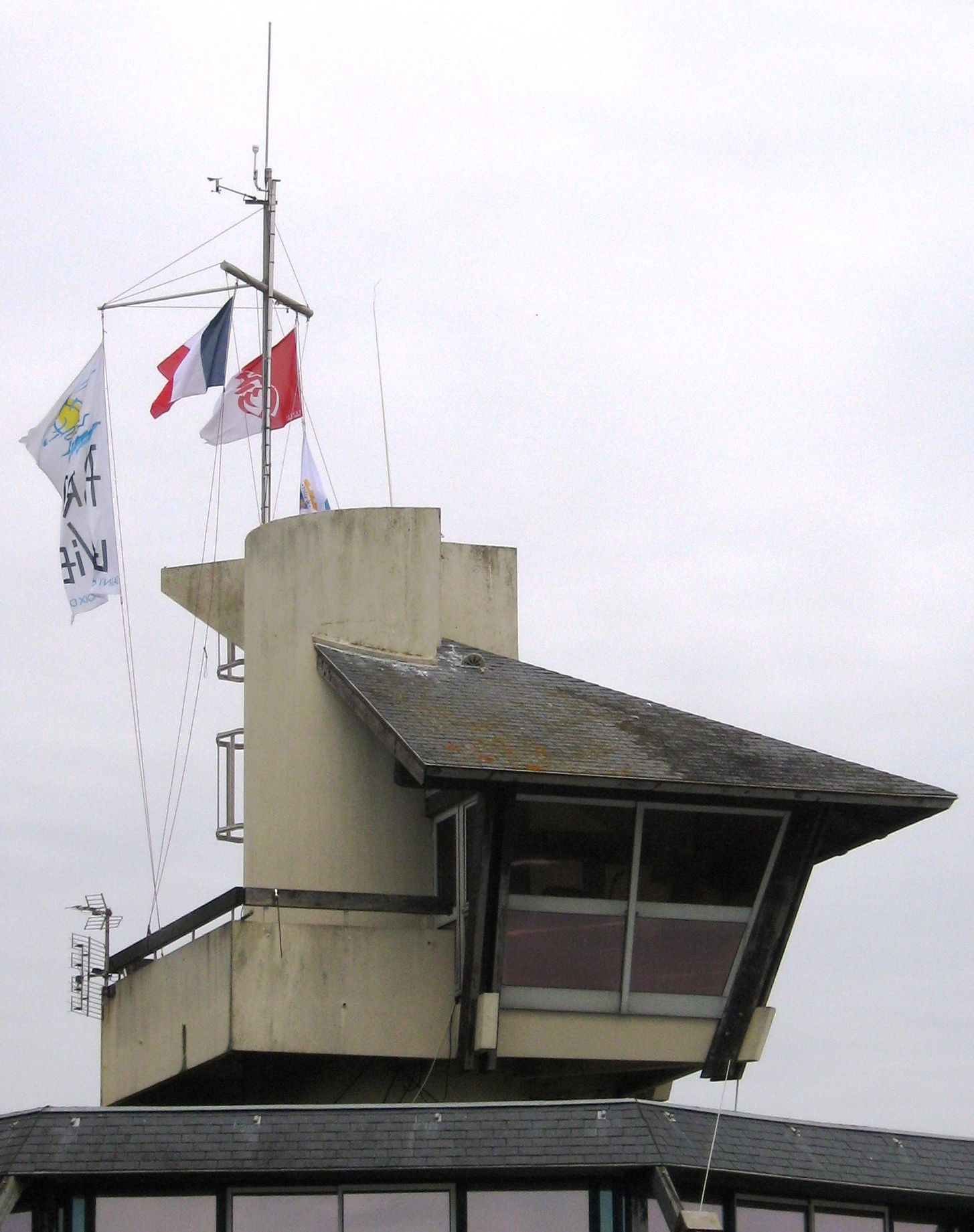
Capitainerie

Après l’appel sur le canal 16; les stations conviennent d’un canal de dégagement pour écouler le trafic radiotéléphonique.
La puissance de la station de bord est comprise entre 0,5 W et 25 W en FM.
| Canal | Fréquences en MHz | Utilisations |
| ----- | ----------------- | --- |
| 06    | 156.300           | Radiocommunications entre navires et air/mer/terre, criées, coordinations des recherches.                            |
| 08    | 156.400           | Radiocommunications entre navires.                                                                                   |
| 10    | 156.500           | Sémaphores, radiocommunications en haute mer entre navires et veille radio: fleuves, rivières, canaux, lacs, étangs. |
| 13    | 156.650           | CROSS, opérations portuaires, liaison fluvial navire à navire et liaison de sécurité.                                |
| 16    | 156.800           | Fréquence internationale maritime de détresse et d’appel.                                                            |
| 72    | 156.625           | Radiocommunications entre navires.                                                                                   |
| 77    | 156.875           | Radiocommunications entre navires.                                                                                   |

## Période de silence radio
- En France il n´y a pas les périodes de silence radio de 3 minutes pour les radiocommunications sur le canal 70 (fréquence 156,525 MHz) et sur le canal 16 (fréquence 156,8 MHz).

- Sur les cotes d´autres pays comme pour le 2 182 kHz l’appel de routine, de sécurité, d’urgence est exclusivement autorisé (dans les périodes blanches aux heures de H + 03 à 29 et de H + 33 à 59 avec un dégagement sur une fréquence de travail VHF.

## L'appel des CROSS par téléphone mobile
Depuis novembre 2014, le centre régional opérationnel de surveillance et de sauvetage (CROSS) est joignable par téléphone mobile en composant le numéro d'urgence 196 .
Sans autre moyen de communication disponible (VHF Marine), il est conseillé d'appeler les secours en utilisant le numéro d'urgence européen : le 112. Ce numéro correspond à un appel qui arrive chez les pompiers qui retransmettent à qui de droit, s'ils ne sont pas concernés.